# Stralsund: Medusas Tod
Medusas Tod ist ein deutscher Fernsehfilm von Alexander Dierbach aus dem Jahr 2021. Es handelt sich um den achtzehnten Filmbeitrag der ZDF-Samstagskrimireihe Stralsund. In den Hauptrollen der Ermittler agieren neben Katharina Wackernagel und Alexander Held Karim Günes und Johannes Zirner sowie Andreas Schröders und Peter Schneider. Die Haupt-Gastrollen dieser Folge sind besetzt mit Leonard Carow, Kyra Sophia Kahre, Samia Chancrin, Denis Schmidt, Till Wonka, Hildegard Schmahl und Rainer Furch. 
Die Erstausstrahlung der Episode erfolgte am 1. September 2021 im ZDF. Es handelt sich um die Fortsetzung der Episode Das Manifest.

## Handlung
Ein Mann wird auf einer Lichtung regelrecht hingerichtet. Das Opfer ist Uwe Klawitter, Mitglied einer rechtsnationalen Gruppe, die einen Bio-Bauernhof bewirtschaft. Die anderen Mitglieder der Gruppe, Hanne Beckmann und Peter Gruber, halten ihn für einen Spitzel, eine „Zecke“. Die brennende Leiche lassen sie zurück.
Isabell Euler, die offensichtlich unter dem Einfluss von Drogen steht, meldet das Verschwinden ihrer Tochter Annika. Aus der vorherigen Episode ist dem Zuschauer bekannt, dass ein Jens Roberts Annika entführt hat, kurz bevor er selbst erschossen aufgefunden wurde. Annika ist nun in einem Versteck in der Nähe der Rügenbrücke sich selbst überlassen.
Durch das Auffinden von Resten einer Fischereilizenz bei der verbrannten Leiche, ausgestellt auf den Namen Dominik Euler, dem von ihrer Mutter getrennt lebenden Vater von Annika, wird zunächst dieser für das mögliche Opfer gehalten. Damit rücken der Mordfall Johannes Kellermann und die mutmaßliche Erpressung von Kellermann durch Dominik Euler aus der vorherigen Episode wieder in den Fokus der Ermittlungen.
Dominik Euler war in den Besitz von Akten gekommen, die über die Tätigkeit der Treuhand bei der Abwicklung der VEB Volkswerft Stralsund nach 1989 Auskunft geben. Diese Akten erweckten reges Interesse bei Dieter Wolf, dem Besitzer des Bio-Bauernhof der Gruppe um Hanne Beckmann, Peter Gruber und vormals des Mordopfers Uwe Klawitter. Er sieht die Treuhand als staatlich sanktionierte, korrupte und verbrecherische Organisation an, die aus finanziellem Interesse der Eliten die Wirtschaft im Osten verscherbelt, die Menschen dort so um ihre Lebensleistung gebracht und sie, wie auch seine eigenen Familie, ins Unglück gestürzt hat. Er hofft, dies mit den Akten beweisen zu können. Da Dominik Euler ins Visier von Jens Roberts geraten war, der versucht hatte, ihn zu töten, hatte Dieter Wolf ihn unter falschem Namen auf seinem Bauernhof untergebracht.
Der Tote ist mittlerweile als Uwe Klawitter identifiziert und ein Durchsuchungsbeschluss für den Bauernhof seiner Gruppe beantragt, der aber abgelehnt wird. Die Gruppe hat durch eine Öffentlichkeitsfahndung der Polizei nach Annika Euler und ihrem Vater von der wahren Identität Dominik Eulers erfahren, hält ihn aber für harmlos. Auch Dominik hört von der Fahndung. Er sieht seine Tochter in Gefahr, verlässt den Bauernhof und wendet sich erneut an Dieter Wolf, der ihn beschwört, Ruhe zu bewahren und nicht zur Polizei zu gehen. Für Dieter Wolf ist die Polizei Teil der Verschwörung um die Treuhand.
Dieter Wolf hat die gleichen Ziele wie die rechtsnationalen Gruppe auf seinem Hof: Er will sich „sein Land“ zurückholen und die Machenschaften der Treuhand rächen. Anders als seine Mitstreiter lehnt er Gewalt dabei aber ab. Entsprechend entsetzt reagiert er auf die Nachricht von der Ermordung Klawitters. Er setzt seine Hoffnung in die Akten. Diese enthalten konkrete Namen der damals Beteiligten. Einer dieser Namen ist der einer Charlotte Schierer, der nun, einschließlich ihrer Adresse, auch der Gruppe um Hanne Beckmann bekannt ist.
Charlotte Schierer ist schon aus der vorherigen Episode als Freundin der Familie Kellermann bekannt. Sie ist eine lokal bekannte Kunstsammlerin und -mäzenin und mit lokalen Amts- und Würdenträgern bestens vernetzt, unter anderem mit Lutz Hagner, dem Leiter des LKA Mecklenburg-Vorpommerns.
Lutz Hagner ist langjähriger Freund und beruflicher Mentor von Thomas Jung, dem Leiter der Ermittlergruppe. Von ihm erfahren die Ermittler, dass Uwe Klawitter tatsächlich ein V-Mann des LKA war. Lutz Hagner war schon am Fundort der Leiche überraschend aufgetaucht und wird von Thomas Jung über den Fortschritt der Ermittlungen auf dem Laufenden gehalten, hält selbst aber wesentliche Informationen zurück. Dies, und die Tatsache, dass er grundlegende Aspekte des Falles – die Rolle von Dominik Euler und die Todesumstände von Jens Roberts zum Beispiel – anders einschätzt, als die bisherigen Ermittlungsergebnisse es nahelegen, führen zunehmend zu Misstrauen bei Nina Petersen und Karl Hidde, bis hin zu offenen Spannungen.
Lutz Hagner hat auch für die Ablehnung des beantragten Durchsuchungsbeschlusses gesorgt, angeblich um die Ermittlungen des LKA nicht zu gefährden. Nun aber, da ein neues Manifest aufgetaucht ist, das die Hinrichtung eines Volksverräters und den Tod der Medusa ankündigt, forciert er selbst einen Zugriff. Die Durchsuchung bringt nichts Belastendes gegen die Gruppe, führt jedoch dazu, dass sie den Kontakt zu Dieter Wolf abbricht, seinen Hof verlässt und sich aus einem konspirativen Waffenlager in einem Wald wieder eine Schusswaffe besorgt. Dieter Wolf hat damit begonnen, die Akten im Internet zu veröffentlichen. Wer die Medusa ist, bleibt zunächst weiter unklar.
Dominik Euler hat seine Frau aufgesucht. Er glaubt, dass auch sie bedroht ist und versucht, sie in der Datsche seiner verstorbenen Mutter in Sicherheit zu bringen. Dort schließt er sie ein, um sie von ihren Drogen fernzuhalten. Wenn Annika wieder da ist, wird sie ihre Mutter nüchtern brauchen.
Karim Uthman versucht inzwischen anhand der Handydaten die Spur der entführten Annika Euler zu finden. Sie führt in eine Industriegebiet unterhalb der Rügenbrücke. Durch DNA-Spuren im Wagen von Jens Roberts steht inzwischen fest, dass er das Kind verschleppt hat. In seiner Werkstatt findet Karim Uthman einen Pachtvertrag für eine Garage in genau dem Gebiet, in dem sich die Handyspur verliert. Hier wird das Kind schließlich schwach, aber lebend gefunden.
Die Entführung eines Kindes unmittelbar vor seinem Tod lässt einen Selbstmord von Jens Roberts nahezu unmöglich erscheinen, die Version also, die bisher besonders von Lutz Hagner vertreten wurde, der den Fall deshalb auch für abgeschlossen erklärt hat. Im Umfeld von Jens Roberts und Johannes Kellermann taucht immer wieder der Name Hans Birske auf. Er hat Jens Roberts einst vom MfS in den Bereich Kommerzielle Koordinierung geholt, seit Mitte der neunziger Jahre fehlt von ihm aber jede Spur. Es existieren keine Akten, kein Meldeeintrag, rein gar nichts über diesen Mann.
Dann aber erfährt Nina Petersen von Jens Roberts’ Ex-Frau, dass es Birske immer noch gibt. Es ist Lutz Hagner, der  Leiter des LKA. Dem Team wird klar, dass er sich nur in die Ermittlungen eingeschaltet hat, um Spuren zu verwischen. Nur Thomas Jung will das noch immer nicht wahrhaben, wird von Nina Petersen aber schließlich gezwungen, die Fakten zu akzeptieren. Lutz Hagner hatte nicht nur ein Motiv, das Auftauchen der Akten zu verhindern, er hatte auch ein Motiv für die Morde an Kellermann und Roberts.
Lutz Hagner trifft sich mit Charlotte Schierer. Durch ihr Gespräch wird klar, dass es Lutz Hagner war, der Jens Roberts getötet hat und Charlotte Schierer der Kopf des Ganzen, die Medusa ist. Auch ihr Name ist in den veröffentlichten Akten schon aufgetaucht. Lutz Hagner sieht nur eine Chance, aus der Sache noch herauszukommen: Auch Dominik Euler muss sterben, bevor die Polizei ihn findet. Die Spurenlage ist so, dass man ihm die Taten in die Schuhe schieben und den Fall stillschweigend zu den Akten legen könnte. Außerdem muss auf jeden Fall verhindert werden, dass noch mehr an die Öffentlichkeit kommt.
Von seinen Kollegen zur Rede gestellt, gelingt es Lutz Hagner noch einmal, sich für den Moment aus der Affäre zu ziehen. Er versucht erneut, den Fokus der Ermittlungen auf Dominik Euler zu lenken. Doch dann erfahren die Ermittler von Barbara Wolf, der Schwester von Dieter Wolf und eine Freundin von Dominik Euler, dass Dominik an den Morden unschuldig ist, die Akten sich bei ihrem Bruder befinden und wo der sich derzeit aufhält. Lutz Hagner, der das Gespräch mitgehört hat, erreicht Dieter Wolf als Erster und verlangt mit Waffengewalt die Herausgabe der Akten. Aber er kommt zu spät. Dieter Wolf hat alle Akten digitalisiert und einen Algorithmus programmiert, der jede Stunde neue Akten veröffentlicht. Als die Kollegen eintreffen ist Lutz Hagner verschwunden. Dieter Wolf wird wegen Mitgliedschaft in einer terroristischen Vereinigung festgenommen.
Lutz Hagner hat das Spiel verloren. In seinem Haus wartet er auf seine Frau, der er seine Vergangenheit und seine Taten gesteht, bevor auch er dort festgenommen wird. Charlotte Schierer hingegen hat einen Flug gebucht und ist dabei, ihr Haus mit ein wenig Gepäck und ihrem Pass zu verlassen. Als das Tor sich öffnet, wird sie von Peter Gruber erschossen, der gemeinsam mit Hanne Beckmann vor dem Haus gewartet hat. Die eintreffende Polizei kann das nicht mehr verhindern. Peter Gruber, der ohne Deckung und völlig chancenlos auf die Beamten zielt, wird ebenfalls erschossen. Hanne Beckmann, die erklärt, sie habe ihn aufhalten wollen, wird festgenommen.
Über Karl Hidde erfährt der Zuschauer in dieser Episode, dass er mit seiner Ex-Frau Vera einen gemeinsamen Sohn hatte, der aber nur knapp zehn Jahre alt wurde. Karl Hidde gibt sich selbst bis heute die Schuld am Tod des Kindes. Genaueres erfahren wir nicht, nur dass es der schlimmste Tag in seinem Leben gewesen sei und er immer noch nicht gelernt habe, damit zu leben. Es gelingt ihm am Ende der Episode zum ersten Mal seit dem Tod des Jungen vor vierzehn Jahren dessen Grab zu besuchen.
Zwischen Nina Petersen und Thomas Jung, ihrem Vorgesetzten, hat sich während der letzten drei Episoden eine private Beziehung entwickelt. Sie sind dabei, eine gemeinsame Wohnung einzurichten. Am Ende der Episode sieht Nina Petersen für diese Beziehung aber keine Zukunft mehr.

## Dreharbeiten
Die Dreharbeiten für Medusas Tod erstreckten sich unter den vorgegebenen Corona-Arbeitsschutzauflagen vom 3. März bis zum 24. Juni 2020 und fanden in Stralsund, in Hamburg und Umgebung statt.